# インダル・シング
インダル・シング（Indar Singh, 生年不詳 - 1707年頃）は、北インドのラージャスターン地方、マールワール王国の君主（在位：1679年）。インドラ・シング（Indra Singh）とも呼ばれる。

## 生涯
インダル・シングはマールワール王国の一族でナーガウルの領主ラーイ・シングの息子として生まれた。同国君主ガジ・シングの長男アマル・シングは祖父にあたる。
1676年、父ラーイ・シングが死亡し、ナーガウルの領土を相続した。
1678年12月、マールワール王ジャスワント・シングが死亡したのち、1679年2月に息子のアジート・シングが生まれ、王位を継承した。だが、アウラングゼーブはこの継承を認めず、王国の住民の意思に反して、6月9日にアジート・シングの甥インダル・シングに王位を与えた。このとき、インダル・シングは相続税として360万ルピーを支払った。
アウラングゼーブのこの行動に関して、父シャー・ジャハーンがアマル・シングの要求を無視してその弟ジャスワント・シングに王位を与えたことが大変不公正だったと議論があったことに動かされたか、あるいは未成年者に統治を行わせたくなかった、と歴史家サティーシュ・チャンドラは語っている。また、アウラングゼーブはインダル・シングとアジート・シングとでマールワール王国を2分することを意図していた。
だが、8月4日にアウラングゼーブはインダル・シングをラートール氏族の貴族の間で不人気であったことを見て、「無能」だとして強制的に退位させた。だが、アジート・シングはアウラングゼーブに正統な王としては認められず、「詐称者」だとして扱われ、マールワールとの戦闘は行われ続けた。
1707年頃、インダル・シングは死亡した。